# Our House: the Best of Madness
Our House: the Best of Madness är ett samlingsalbum av det brittiska ska/popbandet Madness från 2002. Det släpptes i samband med musikalen Our House, och innehåller alla sångerna som finns med i den. Den innehåller två sånger som inte finns på någon annan Madnesskiva, specialskrivna för musikalen; "Simple Equation" och "Sarah's Song".

## Låtlista
1. "House of Fun" - 2:49
2. "Our House" - 4:57
3. "Simple Equation" - 4:00
4. "My Girl" - 2:41
5. "Baggy Trousers" - 2:46
6. "Prospects" - 4:13
7. "Embarrassment" - 3:10
8. "Driving in My Car" - 3:18
9. "Grey Day" - 3:38
10. "Shut Up" - 3:26
11. "The Return of the Los Palmas 7" - 2:01
12. "The Sun and the Rain"  - 3:30
13. "Tomorrow's (Just Another Day)" - 3:12
14. "Night Boat to Cairo" - 3:30
15. "Wings of a Dove" - 3:01
16. "One Better Day" - 4:06
17. "The Rise & Fall" - 3:15
18. "Sarah's Song" - 3:45
19. "White Heat" - 3:48
20. "Michael Caine" - 3:39
21. "It Must Be Love" (2002 Mix) - 3:25